# 斯洛滕
斯洛滕是荷蘭的城鎮，位於該國北部，由弗萊福蘭省負責管轄，始建於十三世紀，鎮上有古老建築和磨坊，鎮上建於1759年的博物館本來是市政廳，2008年人口749。
52°53′40″N 5°38′43″E / 52.89444°N 5.64528°E